# Sergiu al III-lea de Amalfi
Sergiu al III-lea (sau al IV-lea) (d. noiembrie 1073) a fost duce de Amalfi de la 1069, atunci când i-a succedat tatălui său Ioan al II-lea, până la moarte.
Inițial, Sergiu a fost numit de către tatăl său în poziția de co-regent în 1031. Împreună cu tatăl său a fost alungat din Amalfi de către bunica sa, Maria și unchiul său, Manso al II-lea, în aprilie sau mai 1034.
În 1038, a revenit din exilul de la Napoli alături de tatăl său, însă amândoi au fost din nou nevoiți să se retragă în anul următor, de către principele Guaimar al IV-lea de Salerno. În 1052, cei doi au revenit din exilul din Grecia, după asasinarea lui Guaimar. Anii care au rămas din domnia lui Ioan au decurs în pace, cu excepția relației cu principele Gisulf al II-lea de Salerno, succesorul lui Guaimar. În cele din urmă, Gisulf a încheiat pace cu Ioan, însă războiul a izbucnit din nou între Amalfi și Salerno odată cu moartea lui Ioan. În 1071, Sergiu (acum conducător unic al Republicii) s-a aflat la Montecassino pentru noua consacrare a marii abații. La rândul său, Gisulf era și el prezent, iar papa Alexandru al II-lea a mijlocit încheierea păcii între cei doi. Aceasta a durat până la moartea lui Sergiu, la sfârșitul anului 1073.
Lui Sergiu i-a succedat fiul său minor Ioan al III-lea, care în scurtă vreme avea să fie depus. Astfel, Sergiu este ultimul duce independent de Amalfi.